# Villejuif-Léo Lagrange
Villejuif-Léo Lagrange è una stazione della linea 7 della metropolitana di Parigi.

## La stazione
La stazione venne aperta nel 1985 e porta il nome dell'avvocato socialista Léo Lagrange (1900-1940).
La stazione è stata decorata con motivi attinenti allo sport nei festeggiamenti del centenario della Metropolitana di Parigi. Sulle pareti sono riprodotti immagini, records, aneddoti riguardanti i più grandi atleti della storia dello sport.
La stazione è dotata di una scala mobile che dal marciapiede direzione Villejuif-Louis Aragonporta direttamente all'uscita.

## Interconnessioni
- Bus RATP - 185, v7
- Noctilien - N15, N22